# Kirche Vierzehnheiligen (Jena)

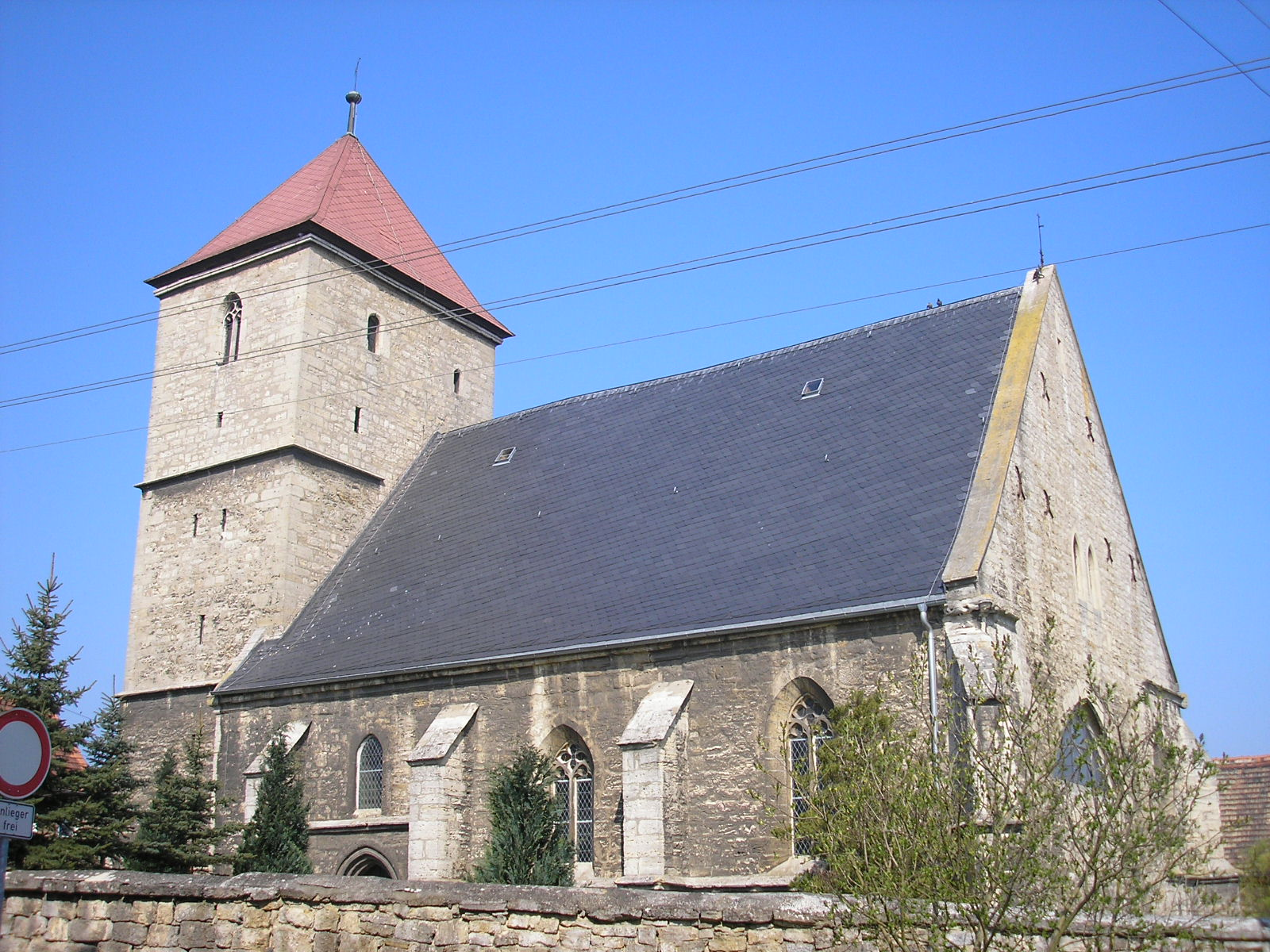
Kirche Vierzehnheiligen

Die Kirche Vierzehnheiligen in Vierzehnheiligen, einem Ortsteil der kreisfreien Stadt Jena in Thüringen, gehört zum evangelisch-lutherischen Kirchenkreis Jena. Der Kirchengemeindeverband Vierzehnheiligen umfasst 14 Dörfer mit 13 Kirchen. Die Kirche wurde 1464 mit dem Patrozinium Vierzehn Nothelfer versehen und war bis 1539 eine Wallfahrtskirche.

## Geschichte
Der Kirche in Vierzehnheiligen ging im ursprünglichen Dorf Lützendorf eine dem heiligen Nikolaus gewidmete Kirche voraus, die im „Sächsischen Bruderkrieg“ (1446 bis 1451) zwischen Kurfürst Friedrich II. dem Sanftmütigen und seinem Bruder Wilhelm II. dem Tapferen zerstört wurde. Der Ort wurde insgesamt unbewohnbar. Die Einwohner flohen. Die Wiederbesiedlung des Dorfes erfolgte mit dem Bau der Wallfahrtskirche durch Herzog Wilhelm als Zeichen der Sühne – auch unter Verwendung von Steinen des ebenfalls zerstörten Schlosses von Isserstedt. 1453 legte Margaretha von Österreich, die als Gemahlin von Friedrich II. auch Kurfürstin von Sachsen war, den Grundstein. Die Kirche wurde 1464 durch den Bischof Dietrich zu Naumburg den vierzehn Nothelfern geweiht. Der Ort erhielt fortan den Namen Vierzehnheiligen, zunächst bis ins 17. Jahrhundert „Zu den 14 Nothelfern bei Ihene (Jena)“.
Der 1467 fertiggestellte achteckige Wehrturm mit der 12 m hohen Spitze brannte 1775 ab und wurde in heutiger Form erneuert. Nach einer Notreparatur des Daches im Jahr 1987 erfolgten 1995 bis 1998 die komplette Sanierung des Dachstuhls und die Schieferdeckung. An den Kirchturm schließt sich östlich das Langhaus an.

## Innenausstattung

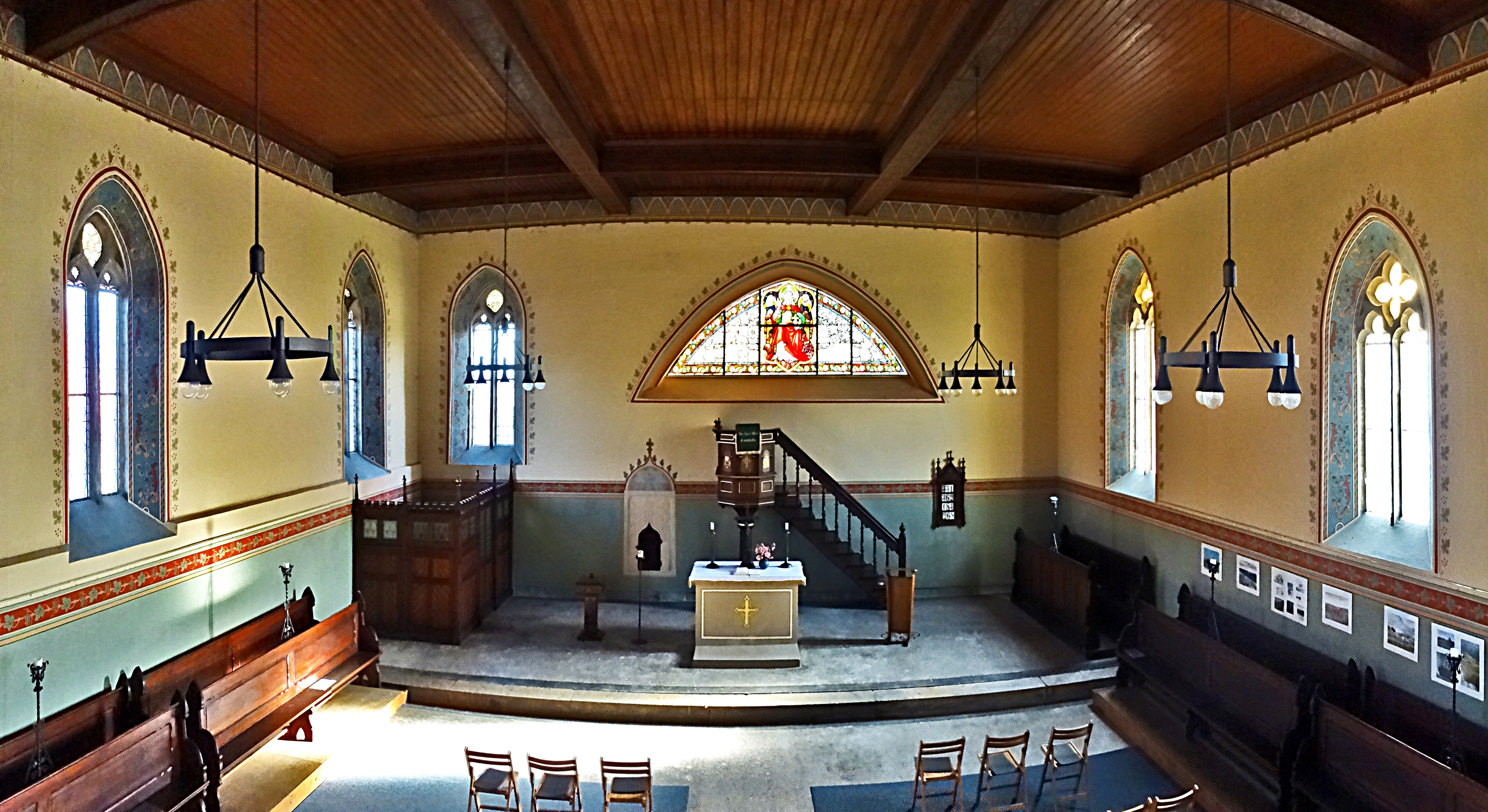
Innenraum mit Altar, Kanzel und Farbglasfenster

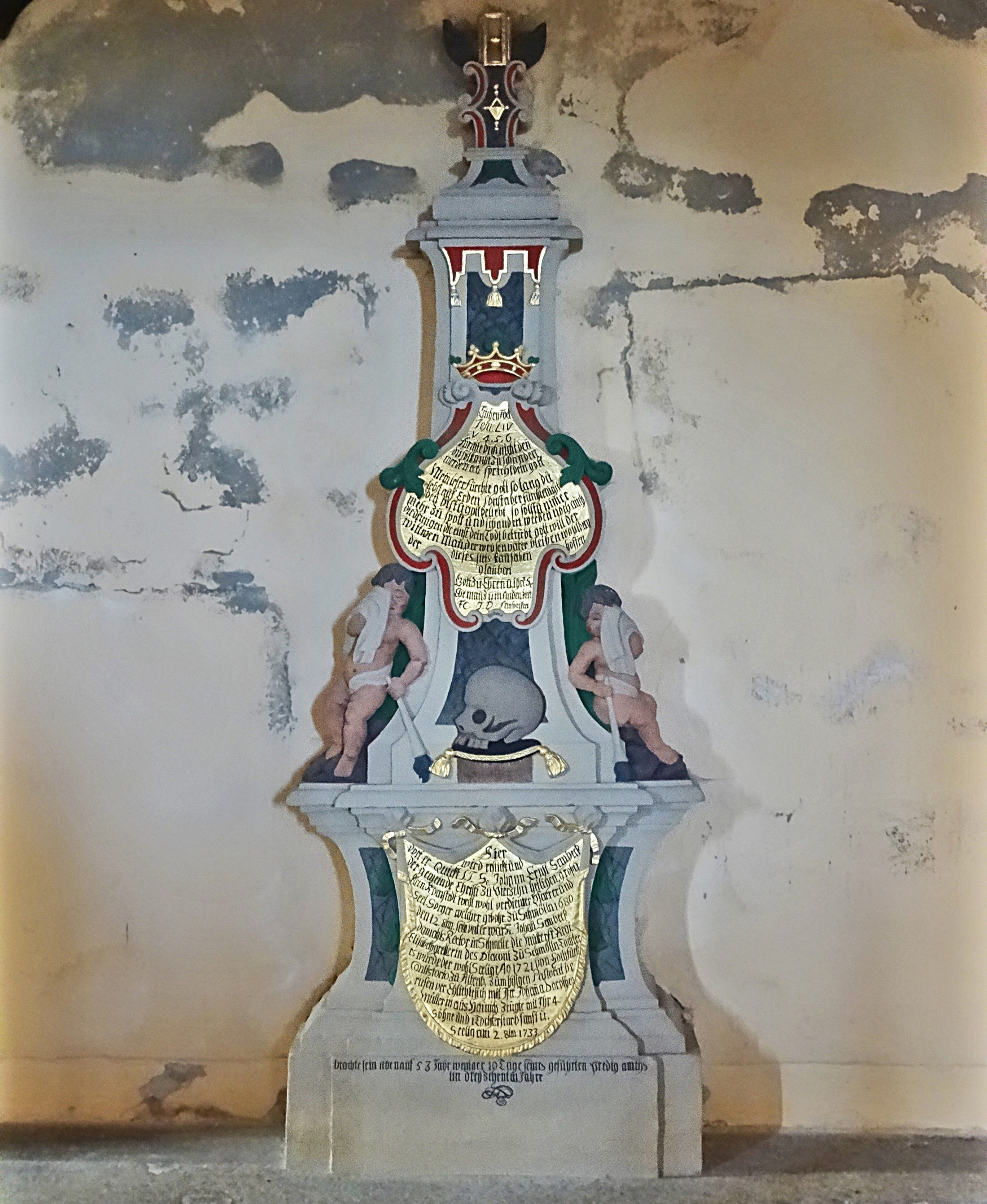
Epitaph

Die Wallfahrtskirche enthielt zunächst u. a. 14 Altäre, 14 Strebepfeiler und viele Gemälde und Inschriften. Mit dem Einzug der Reformation wurden die Altäre entfernt. 1706 erfolgte der Einbau der noch heute (2021) erhaltenen Orgel durch den Orgelbauer Johann Georg Fink aus Jena. Der Chorraum wurde 1801 abgerissen und nach der Schlacht bei Jena und Auerstedt 1806 erneuert und dabei das bunte Glasfenster über dem Altar eingebaut. Im Jahr 1906 erhielt die Kirche anlässlich des 100-jährigen Gedenkens an die Schlacht bei Jena die Raumausmalung im spätgründerzeitlichen Stil und ihr heutiges Hauptgestühl. 2001 bis 2010 erfolgten Reparaturen der Fenster, der Orgel, des Epitaphs und die Innenraumsanierung.